# Santa Maria Immacolata all'Esquilino (titre cardinalice)
La diaconie cardinalice de Santa Maria Immacolata all'Esquilino est érigée par le pape François au XXIe siècle et rattachée à l'église Santa Maria Immacolata all'Esquilino qui se trouve dans le quartier rione de l'Esquilino sur la via Emanuele Filiberto. C'est un titre de cardinal-diacre. 

## Titulaires
| - Konrad Krajewski (depuis 2018) |